# Famille von Oriola
La famille von Oriola, également Oriola de St. Lobo da Silveira, Oriolla, ayant portée le titre comtes, et Lobo da Sylveira Conde de Oriola sont une famille prussienne d'origine portugaise.

## Histoire
La lignée des Oriola commence avec Martím Affonso de Sousa Chichorro (1355-1415), 19e prieur de Santa Cruz à Coimbra et maître de la cour portugaise. Le fils de ce dernier est Fernando Alfonso de Sousa Chichorro, ambassadeur portugais en Castille vers 1421, qui prend le nom de  « da Silveira ». La famille Chichorro est la descendante du cinquième roi de Portugal, Alphonse III.
Le titre de baron d'Alvito est octroyé à la famille Lobo da Silveira est transmise depuis le 24 avril 1475 par Alfonso V avec le Grand chancelier João Fernandes da Silveira (1420-1484, 5e seigneur de Alvito et d'Oriola), fils de Fernando Alfonso de Sousa Chichorro et marié en secondes noces à Maria de Sousa Lobo (5e dame d'Alvito, héritière de la maison de Lobo et propriétaire d'Alvito, Villa Nova, Niza de Setúbal, Oriola et Aguiar). La famille est élevée au rang de comte d'Oriola le 16 septembre 1653 (octroyé par Jean IV à Luíz Lobo, 11e seigneur d'Oriola, 7e baron d'Alvito) et de marquis d'Alvito le 4 juin 1776 (octroyé par Joseph Ier à José António Francisco Lobo da Silveira Quaresma, 3e comte d'Oriola, 9e baron d'Alvito (1698–1766),. Comme le montrent les titres, les possessions de la famille comprennent notamment les villes portugaises d'Alvito et d'Oriola. Certains membres de la famille portent en outre le titre de Dom, qui est réservé à la haute noblesse du Portugal en plus du roi.

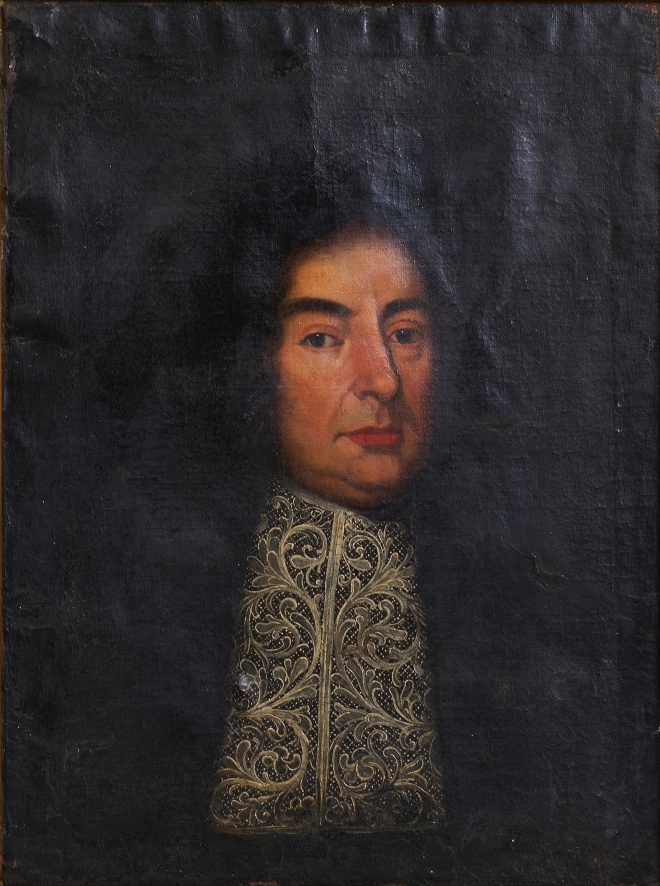
Luis Lobo da Silveira, 2e comte de Sarzedas (1640-1706), gouverneur de l'Algarve

Les comtes portugais de Sarzedas sont également issus de la lignée des Lobo. Rodrigo Lobo devient le 4e seigneur de Sarzedas en épousant Maria de Noronha, fille du 3e seigneur de Sarzedas, le 4e seigneur de Sarzedas. Son petit-fils Rodrigo Lobo (mort en 1656) est nommé comte de Sarzedas en 1650 par le roi Philippe IV. Il est suivi, en tant qu'héritier de Sarzedas, par leur fils commun Luís Lobo da Silveira (1640-1706, 2e comte de Sarzedas) et son fils Rodrigo (1663-1730). Ce dernier n'a que deux filles. C'est pourquoi le titre est transmis à sa descendance féminine, mettant ainsi fin à la lignée commune des familles comtales de Sarzedas et d'Oriola. Le premier comte de Sarzedas, Rodrigo Lobo, est vice-roi et gouverneur de l'Inde portugaise de 1655 à 1656 et son fils Luíz, 2e comte de Sarzedas, est conseiller d'État et gouverneur de l'Algarve.
Le grand et pair portugais, et ambassadeur à la cour prussienne, Joaquim José Lobo da Silveira (de) (né à Alvito et 7e comte d'Oriola), se fait naturaliser en Prusse et reçoit le 6 juin 1822 du roi de Prusse le brevet pour le statut de comte prussien . Depuis 1820, il est auteurisé à porter le titre de comte d'Oriola par décret brésilien.
La famille Jonquères d'Oriola, avec les descendants Pierre Jonquères d'Oriola et Christian d'Oriola, est établie depuis 1485 sur le domaine viticole du château de Corneilla-del-Vercol dans la commune française de Roussillon. La famille est originaire de la ville espagnole d'Oriola en Catalogne et n'a aucun lien avec les comtes portugais d'Oriola.

## Possessions

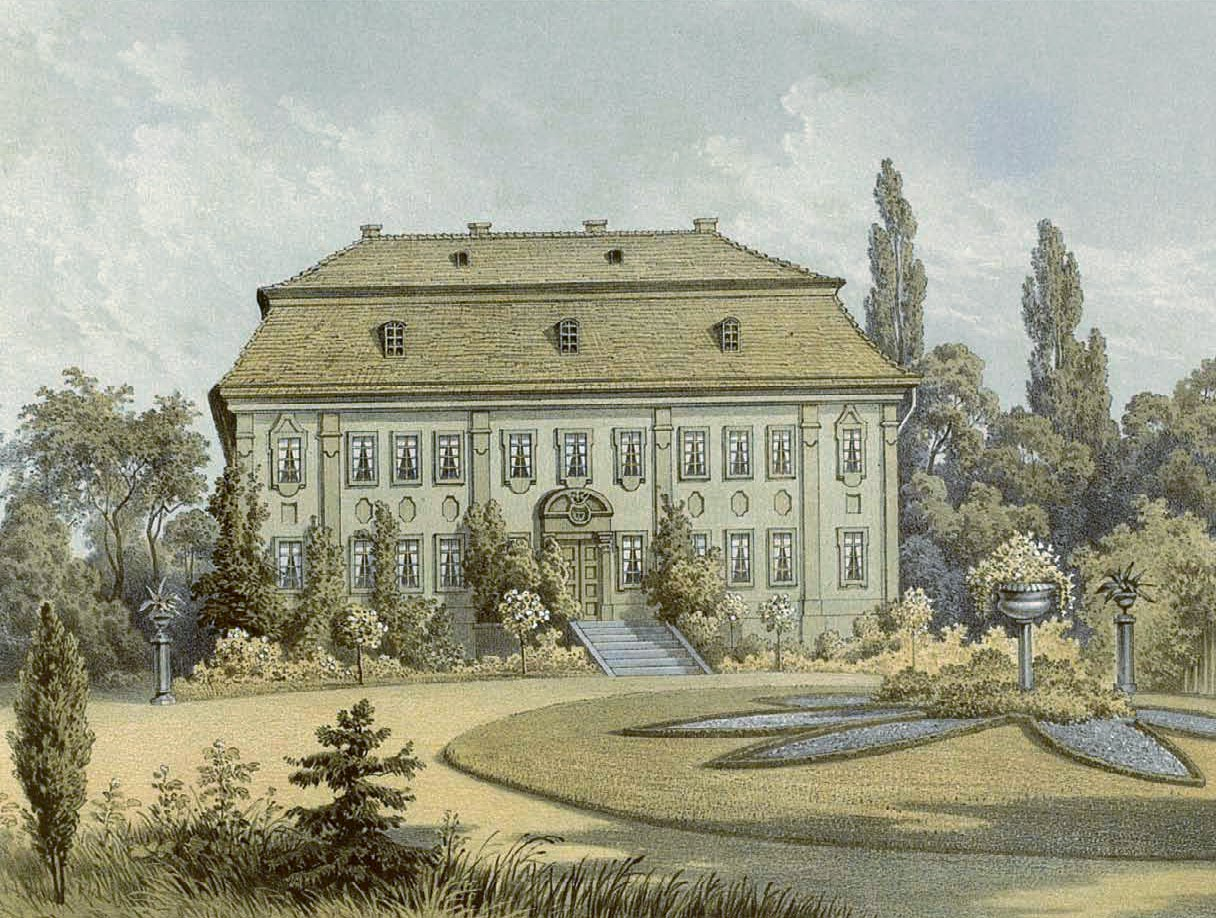
Manoir de Reuden vers 1860, Collection Alexander Duncker

Depuis 1822, il possède le manoir de Waldow près de Francfort-sur-l'Oder, que Joaquim José Lobo da Silveira achète à Karl Friedrich Wilhelm Lüdke (de). Il acquit également le manoir de Reuden avec Plieskendorf. Il y meurt également en 1846. Un autre domaine est mentionné : Ochelhermsdorf avec Ober-Ochelhermsdorf près de l'arrondissement de Grünberg-en-Silésie.
Après sa mort, son fils Deodat Joseph devient seigneur héréditaire de Reuden avec Plieskendorf et le reste jusqu'en 1853 environ. Plus tard, il devient seigneur de Langenhof et Taschenberg près de Bernstadt et de Wiersbel dans l'arrondissement de Falkenberg-en-Haute-Silésie. Par son mariage en 1852, il devient également seigneur héréditaire de Kuchendorf dans l'arrondissement de Reichenbach.
Waldemar von Oriola devient seigneur du domaine du château de Büdesheim par mariage en 1884. En 1885, il y fait construire le Nouveau château de Büdesheim (de).
Ralph von Oriola devient également seigneur de deux domaines par mariage. En 1928, il devient seigneur de Niederschmölen près de Bennewitz et d'Engelsdorf près de Leipzig. Les deux domaines sont expropriés en 1945.

## Blason

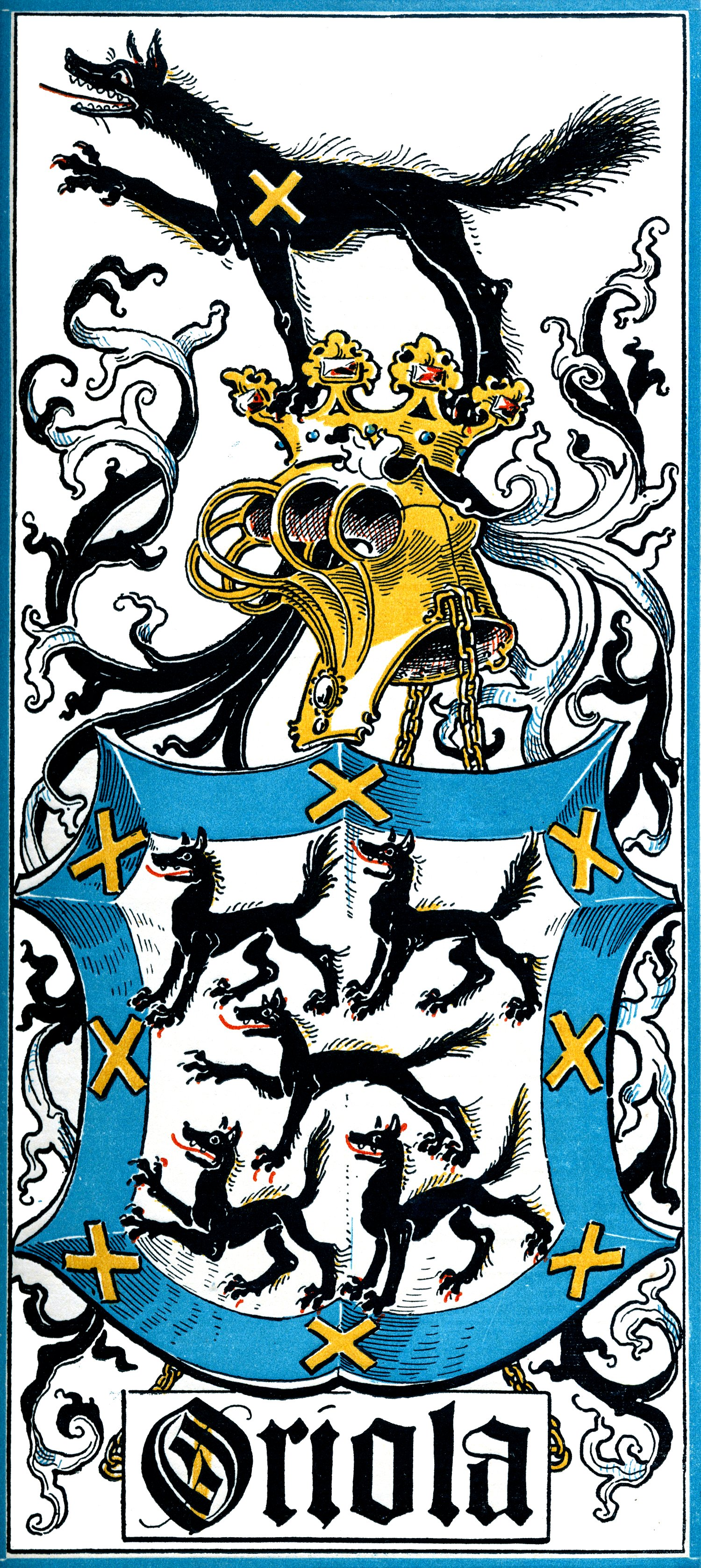
Armoiries familiales des comtes von Oriola. Graphiques d'armoiries contemporains (Art nouveau) d'Otto Hupp dans le Münchener Kalender de 1903.

Les armoiries montrent cinq (2: 1: 2) loups noirs armés de rouge, marchant à l'intérieur d'une bordure d'écusson bleue ornée de huit croix de saint André d'or. Sur le casque couronné avec un lambrequin bleu et argent, un loup noir en marche dont le cou est surmonté d'une croix de Saint André d'or.
Le blason parlant est à mettre en relation avec le nom Lobo da Silveira, qui, traduit du portugais, signifie "loup des ronces". On retrouve un symbolisme similaire dans les armoiries du village portugais d'Oriola (de).

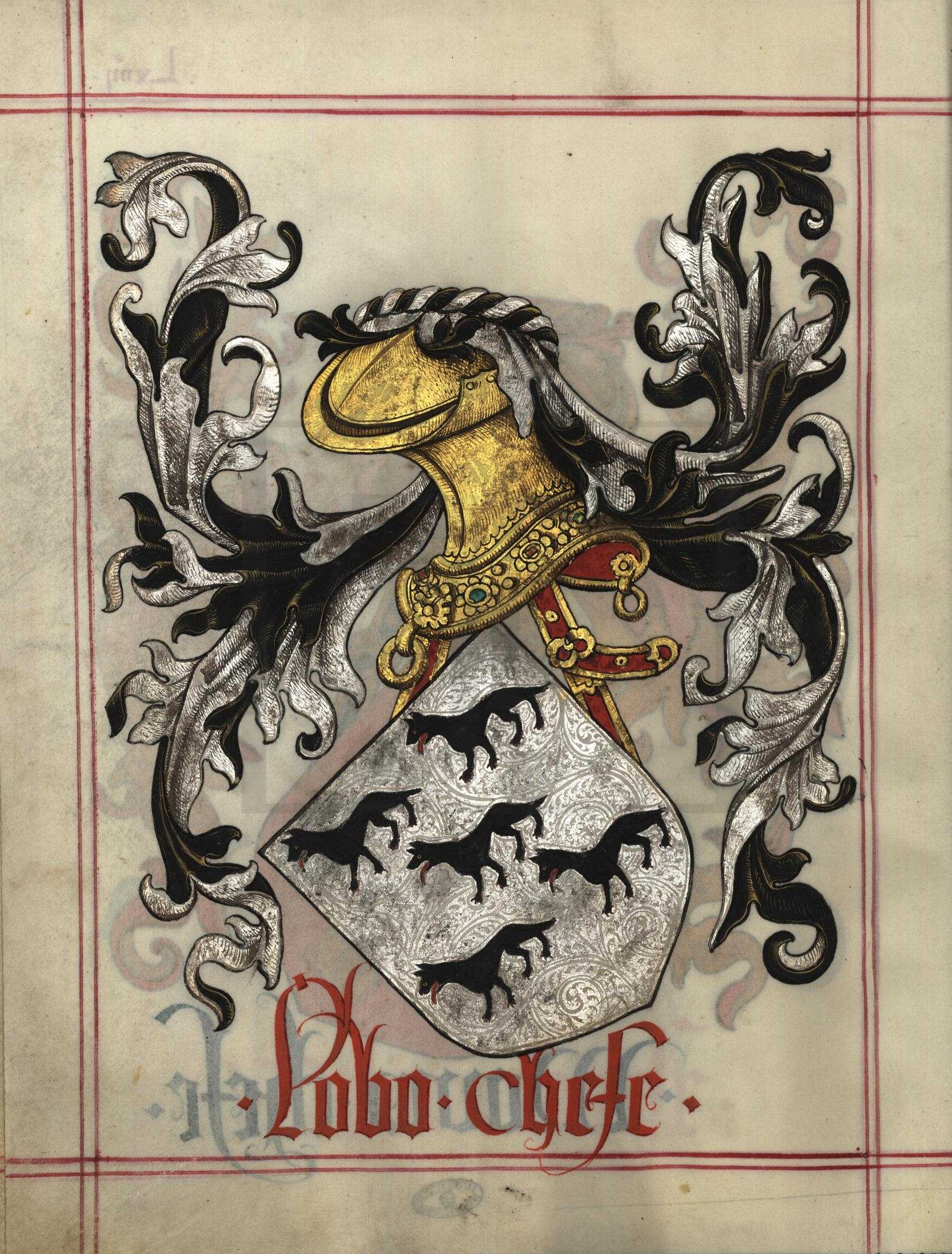
1.
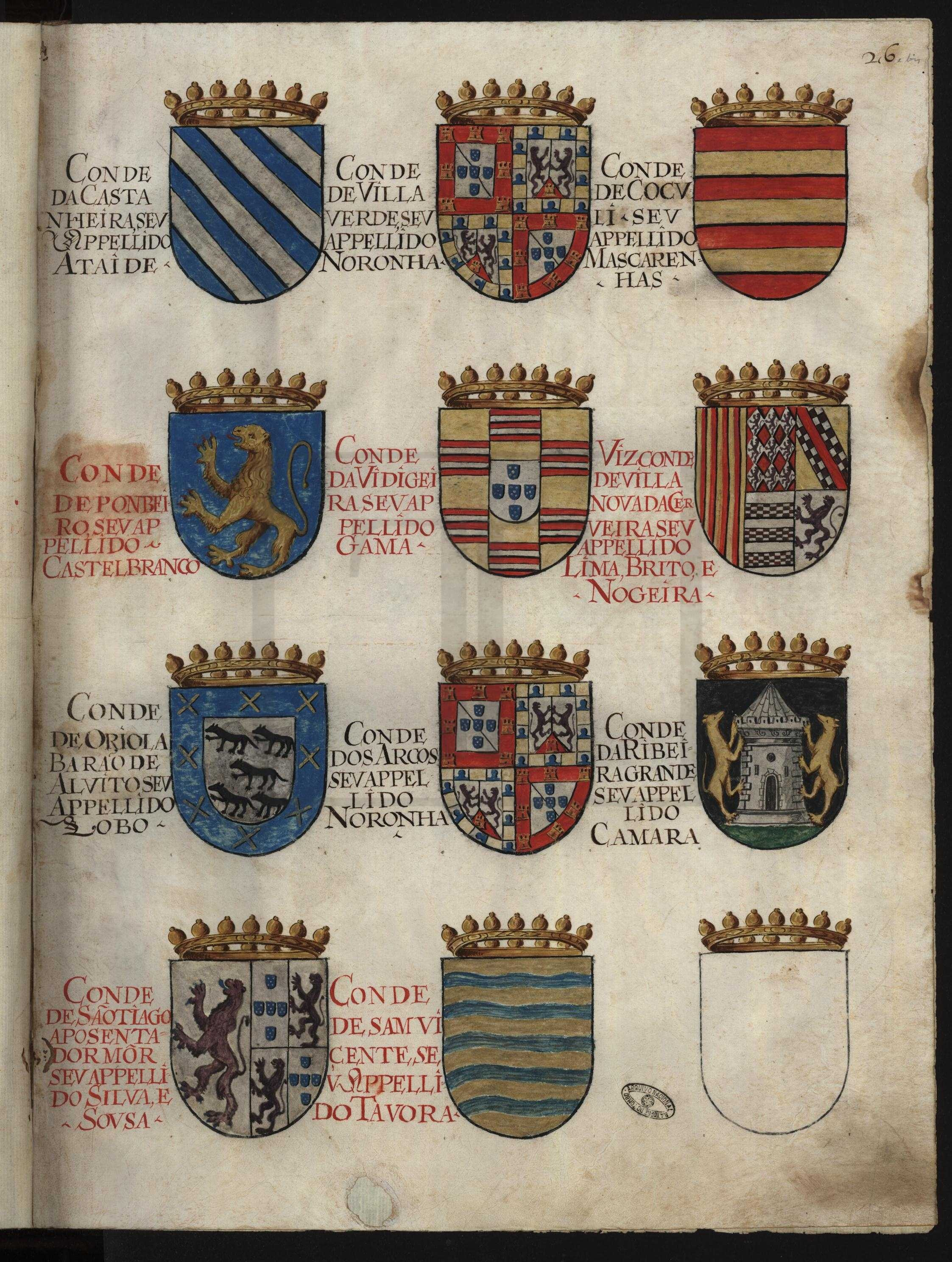
2.
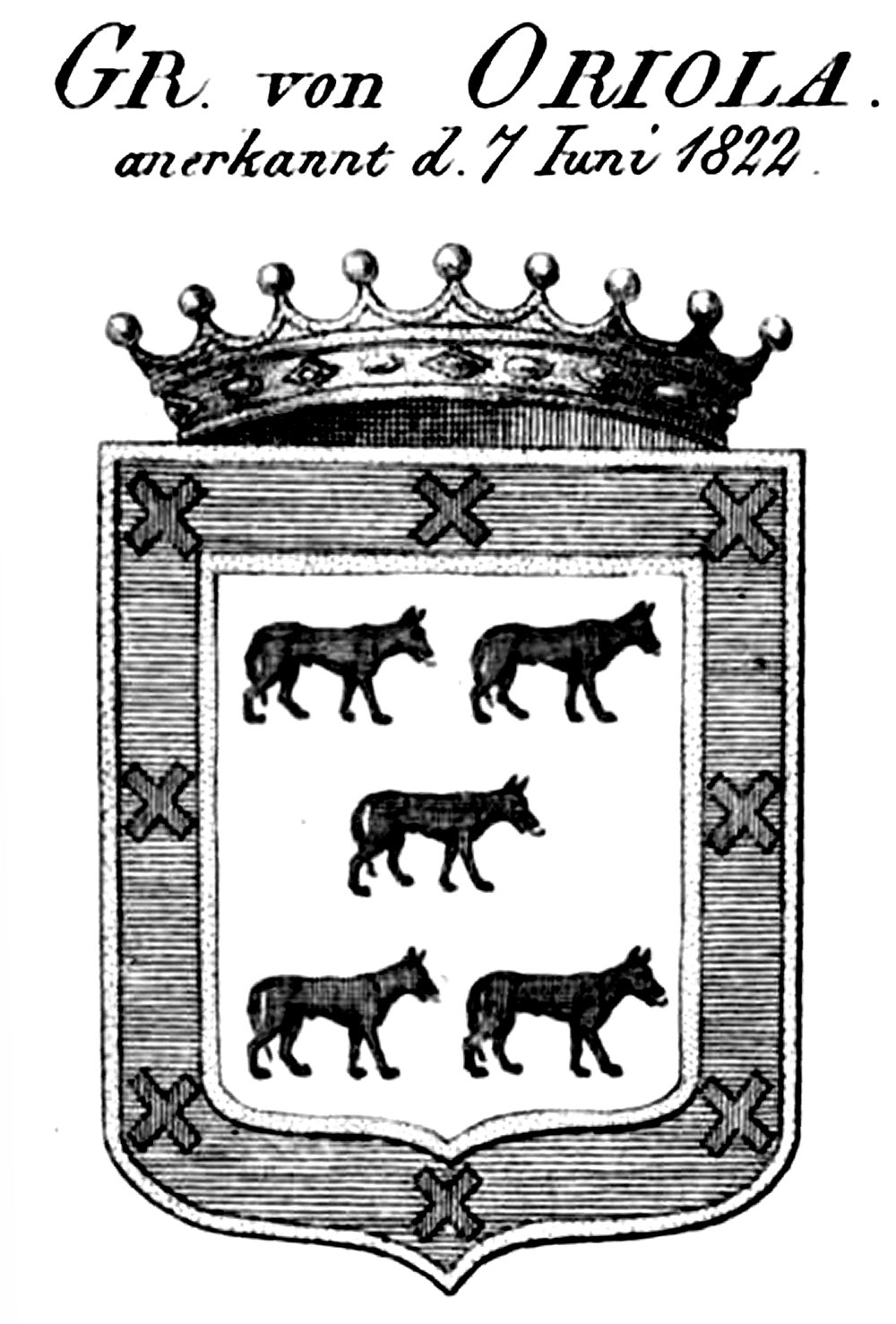
3.
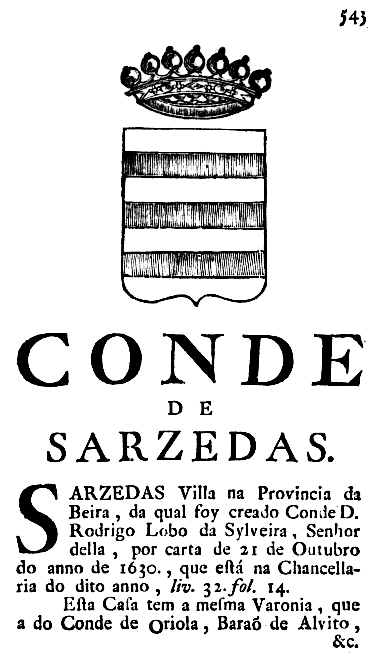
4.
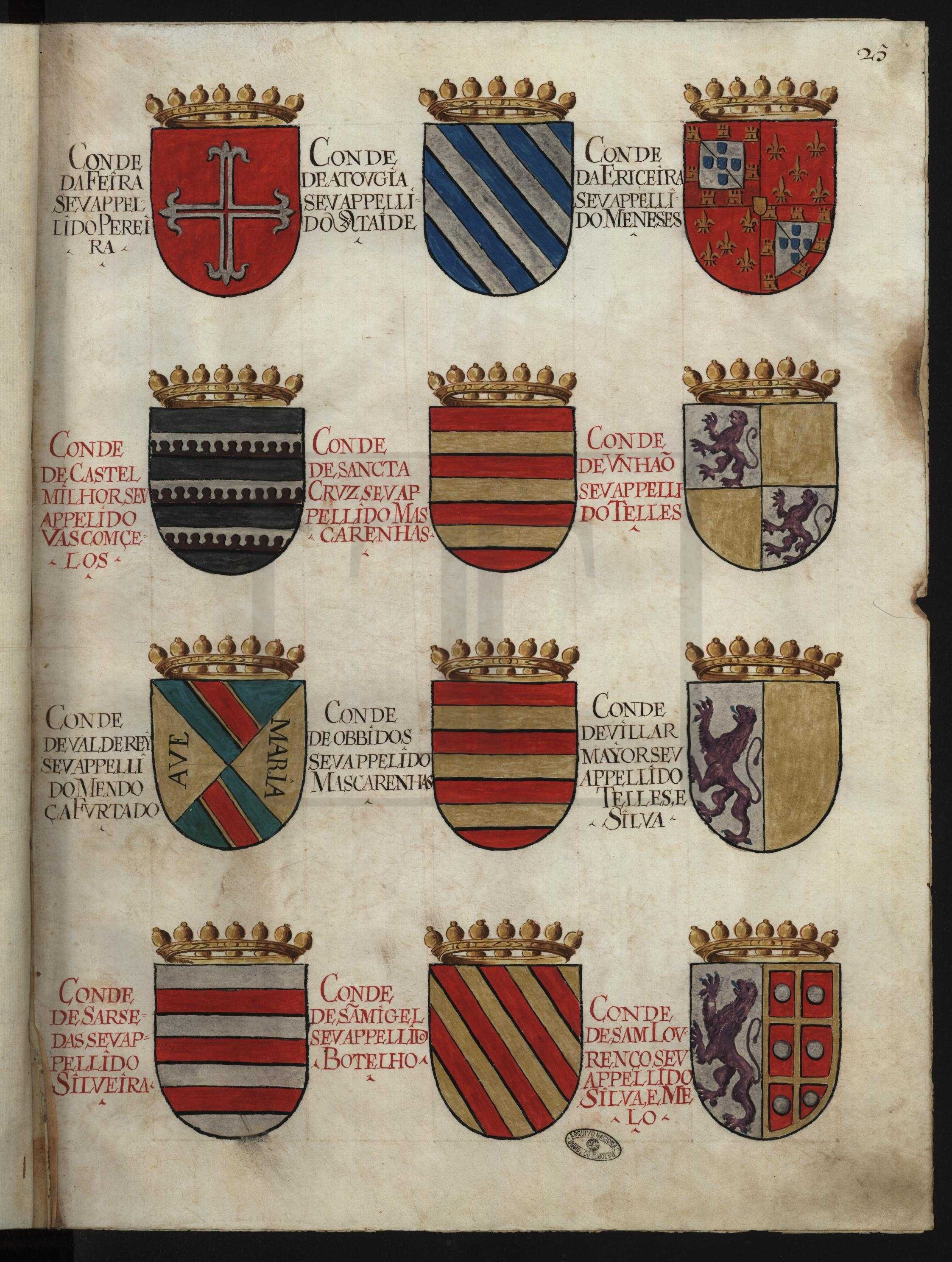
5.
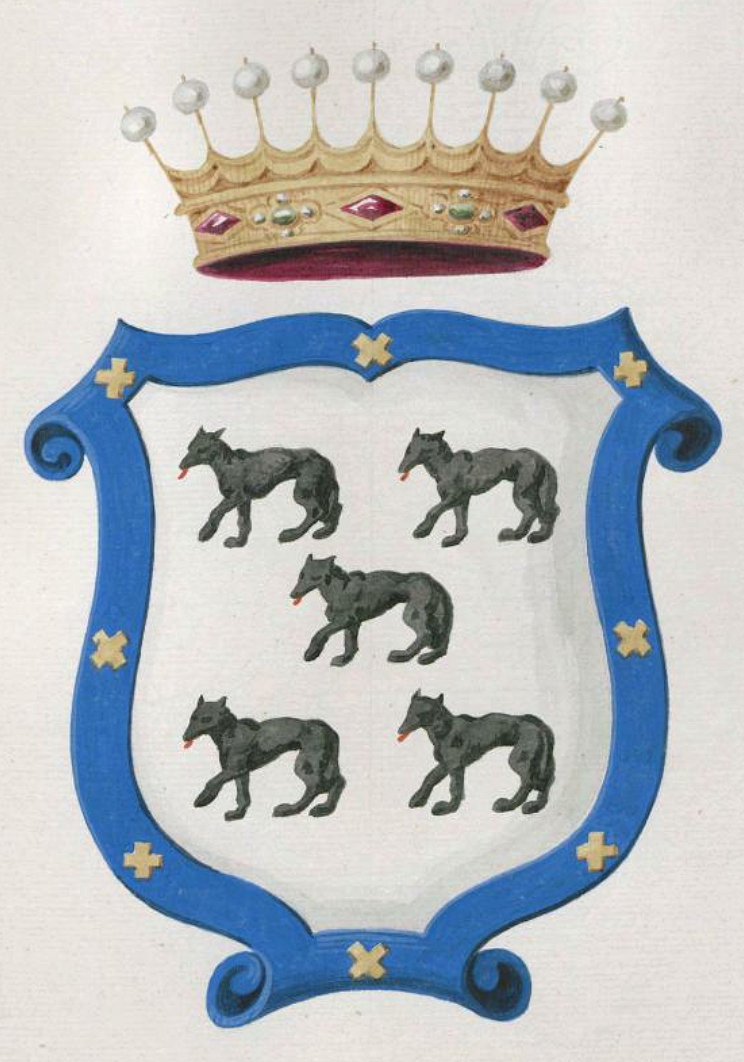
6.

1. Le blason familial parlant du Lobo ("loup") avec les cinq loups dans le portugais Livro do Armeiro-Mor, 1509
2. Le blason familial parlant avec cinq loups dans le portugais Thesouro de Nobreza, 1675: Conde de Oriola, Barao de Alvito, seu appellido Lobo (comte d'Oriola, baron von Alvito, dit Wolf (= loup))
3. Les armoiries des comtes prussiens d'Oriola dans le livre d'armes de Tyroff (de) Wappenbuch des höheren Adels der deutschen Bundesstaaten, 1846-1865
4. Armoiries des comtes de Sarzedas, apparentés aux comtes d'Oriola, dans Memorias Historicas e Genealogicas dos Grandes de Portugal, 1755 : "Esta Casa tem a mesma Varonia, que a do Conde de Oriola, Barão de Alvito" ( "Cette maison a la même lignée masculine que les comtes d'Oriola, barons d'Alvito")
5. Armoiries des Lobo da Silveira, comtes de Sarzedas, apparentés aux Lobo da Silveira, comtes d'Oriola et barons d'Alvito, dans le Thesouro de Nobreza, 1675 : Conde de Sarsedas, seu appellido Sîlveîra (comte de Sarzedas, appelé Silveira)
6. Armoiries d'Alphonse-Henri comte Oriolla, 1857 chevalier de l'ordre de Dannebrog[24]

## Liste d'ascendance de la lignée prussienne
- Joaquim von Oriola (de) (1772–1846), diplomate portugais, marié avec Sophia Amalie Murray-Atholl (1787–1862)
  - Fernando von Oriola (1807-1842), lieutenant prussien
  - Eduard Ernst von Oriola (1809–1862), lieutenant général prussien, marié avec Maximiliane von Oriola, née von Arnim (1818–1894), salonière de Berlin
    - Waldemar Joachim Freimund von Oriola (de) (1854-1910), député du Reichstag, marié avec Anna Maria Berna, née Christ (1846-1915)
    - Armgard Bettina Sophie d'Oriola (1856–1938) mariée avec Albert Eperjesy von Szászváros und Tóti (1848–1916), envoyé austro-hongrois
    - Joachim Roderich Salvator von Oriola (1858-1907), attaché naval prussien et membre du tribunal militaire impérial marié avec Maria comtesse von Hartmann (1880-1951)
    - Dolores Marie Luise von Oriola (1859-1912)
    - Roderich Deodat Wilhelm Albert Eduard von Oriola (1860-1911), capitaine de cavalerie prussien marié en :
      - 1884 avec Irene comtesse von Flemming (1864-1946), divorcée en 1885 marié avec John Forbes-Mosse (mort en 1904)[25]
      - 1902 avec Maja von Karass (1880–1945)

  - Alphonse Heinrich von Oriola (de) (1812-1863), diplomate prussien
  - Deodat Joseph von Oriola (1820-1873), évaluateur du gouvernement prussien, marié avec Sophie de Lippe-Weißenfeld (1827-1893)
    - Johanna Luise Sophie von Oriola (née en 1853) mariée avec Franz von Humbracht (de) (mort en 1897)
    - Fernando Joachim Alfons von Oriola (1855-1925), Rittmeister prussien, mariée avec Lory comtesse von Wengersky (1861-1934)
      - Eleonore Sophie Maria Oktavie von Oriola (née en 1884) mariée avec Gisbert von Ellerts (de) (1875-1956), administrateur de l'arrondissement de Neisse (de)
      - Elisabeth Marie von Oriola (1891-1982) mariée avec Hans Theodor von Ravenstein (1889-1962)

    - Eleonore Auguste Sophie von Oriola (née en 1857) mariée avec Karl von Raczeck (mort en 1913)
    - Joachim Deodat Leo von Oriola (1860-1930), marié avec :
* Adèle comtesse von Wengersky (1869-1903)
* Hélène baronne von Strachwitz (1866-1919)
    - Eduard Joachim Heinrich von Oriola (1863-1927), lieutenant-colonel prussien, marié avec Margarete baronne von Lüttwitz (1863-1940)
      - Ralph Georg Edgar Joachim Eddo von Oriola (1895-1970), général d'infanterie allemand

  - Luise von Oriola (1824-1899) dame d'honneur de l'impératrice Augusta-Victoria
  - Mathilde von Oriola (1827-1889) mariée avec Karl von Werther (de) (1809-1894), diplomate prussien

## Personnalités
- Dom Sebastião Lobo da Silveira (pt), gouverneur de Macao (1638-1645), fils de Luis Lobo, 5e seigneur de Sarzedas
- José Maria de Almada Castro e Noronha da Silveira Lobo (pt) (1779-1854), homme politique portugais et 1er comte de Carvalhais